# Der Schatz der Gesine Jakobsen
Der Schatz der Gesine Jakobsen er en tysk stumfilm fra 1923 af Rudolf Walther-Fein.

## Medvirkende
- Marija Leiko som Gesine Jakobsen
- Paul Wegener som Niels Nissen
- Reinhold Schünzel som Rasmussen
- Wilhelm Diegelmann som Ole Kaar
- Eduard von Winterstein som Holgersen
- Ludwig Hartau som Olaf Hinrichsen
- Emil Rameau som Jörg
- Frida Richard